# 2018 w sztukach plastycznych
Wydarzenia w sztukach plastycznych i wizualnych w 2018 roku.

## Wydarzenia
- Prace Teresy Gierzyńskiej zakupione do kolekcji Centre Pompidou[1]
- Spotkanie Malarskich Nieprzewidywalności – XXV Ogólnopolski Plener Malarski w Dębnie[2]. Z okazji Jubileuszu w dniach 18–21 maja  w Dębnowskim Ośrodeku Kultury. odbyła się wystawa malarstwa artystów, którzy byli w tym okresie uczestnikami plenerów. Komisarzem pleneru była Anna Szymanek.

## Nagrody
- Nagroda im. Jana Cybisa – Rafał Bujnowski
- Nagroda Sztuki im. Marii Anto i Elsy von Freytag-Loringhoven – międzynarodowa nagroda dla artystek sztuk wizualnych – Carolee Schneemann, Katarzyna Górna, Adelina Cimochowicz

## Zmarli
- 18 maja – Blanka Votavová (ur. 1933), czechosłowacka ilustratorka, graficzka i malarka
- 19 maja – Robert Indiana (ur. 1928), amerykański artysta, jeden z głównych przedstawicieli nurtu pop-art w sztuce.
- 28 października – Edward Dwurnik (ur. 1943), polski malarz
- 15 listopada – Lubomir Tomaszewski (ur. 1923), polski projektant porcelany, malarz, rzeźbiarz
- 28 listopada – Robert Morris (ur. 1931), amerykański rzeźbiarz, artysta konceptualny i pisarz